# Verwaltungsgliederung der Oblast Lipezk
Die Oblast Lipezk im Föderationskreis Zentralrussland der Russischen Föderation gliedert sich in 18 Rajons und 2 Stadtkreise. Den Rajons sind insgesamt 6 Stadt- und 299 Landgemeinden unterstellt (Stand: 2010).

## Stadtkreise
| [ 1 ] | Stadtkreis | Einwohner | Fläche (km²) | Bevölkerungs- dichte (Ew./km²) |
| ----- | ---------- | --------- | ------------ | ------------------------------ |
| I     | Jelez      | 110.438   | 65           | 1699                           |
| II    | Lipezk     | 502.015   | 318          | 1579                           |

## Rajons
| [ 1 ] | Rajon       | Einwohner | Fläche (km²) | Bevölkerungs- dichte (Ew./km²) | Stadt- bevölkerung | Land- bevölkerung | Verwaltungssitz | Anzahl Stadt- gemeinden | Anzahl Land- gemeinden |
| ----- | ----------- | --------- | ------------ | ------------------------------ | ------------------ | ----------------- | --------------- | ----------------------- | ---------------------- |
| 17    | Chlewnoje   | 20.275    | 910          | 22                             | –                  | 20.275            | Chlewnoje       | –                       | 15                     |
| 3     | Dankow      | 36.385    | 1860         | 20                             | 21.976             | 14.409            | Dankow          | 1                       | 22                     |
| 4     | Dobrinka    | 38.116    | 1680         | 23                             | –                  | 38.116            | Dobrinka        | –                       | 19                     |
| 5     | Dobroje     | 23.541    | 1315         | 18                             | –                  | 23.541            | Dobroje         | –                       | 17                     |
| 6     | Dolgorukowo | 18.779    | 990          | 19                             | –                  | 18.779            | Dolgorukowo     | –                       | 14                     |
| 2     | Grjasi      | 73.225    | 1440         | 51                             | 46.347             | 26.878            | Grjasi          | 1                       | 16                     |
| 9     | Ismalkowo   | 17.599    | 1130         | 16                             | –                  | 17.599            | Ismalkowo       | –                       | 13                     |
| 7     | Jelez       | 27.996    | 1185         | 24                             | –                  | 27.996            | Jelez           | –                       | 15                     |
| 10    | Krasnoje    | 14.057    | 980          | 14                             | –                  | 14.057            | Krasnoje        | –                       | 10                     |
| 11    | Lebedjan    | 41.642    | 1420         | 29                             | 20.526             | 21.116            | Lebedjan        | 1                       | 16                     |
| 12    | Lew Tolstoi | 16.756    | 970          | 17                             | –                  | 16.756            | Lew Tolstoi     | –                       | 10                     |
| 13    | Lipezk      | 43.731    | 1510         | 29                             | –                  | 43.731            | Lipezk          | –                       | 21                     |
| 8     | Sadonsk     | 34.888    | 1503         | 23                             | 10.408             | 24.480            | Sadonsk         | 1                       | 17                     |
| 14    | Stanowoje   | 18.693    | 1350         | 14                             | –                  | 18.693            | Stanowoje       | –                       | 18                     |
| 15    | Terbuny     | 22.531    | 1170         | 19                             | –                  | 22.531            | Terbuny         | –                       | 15                     |
| 18    | Tschaplygin | 32.638    | 1520         | 21                             | 13.009             | 19.629            | Tschaplygin     | 1                       | 22                     |
| 16    | Usman       | 50.071    | 1910         | 26                             | 19.378             | 30.693            | Usman           | 1                       | 24                     |
| 1     | Wolowo      | 14.476    | 796          | 18                             | –                  | 14.476            | Wolowo          | –                       | 15                     |

Anmerkungen:
1. 1 2  Nummer des Rajons/Stadtkreises (in alphabetischer Reihenfolge der Namen im Russischen)
2. 1 2  Einwohnerzahlen vom 1. Januar 2010 (Berechnung)
3. 1 2  Stadt gehört nicht zum Rajon, sondern bildet eigenständigen Stadtkreis; Einwohnerzahl der Stadt nicht bei der Berechnung der Bevölkerungsdichte berücksichtigt